# 문창제군

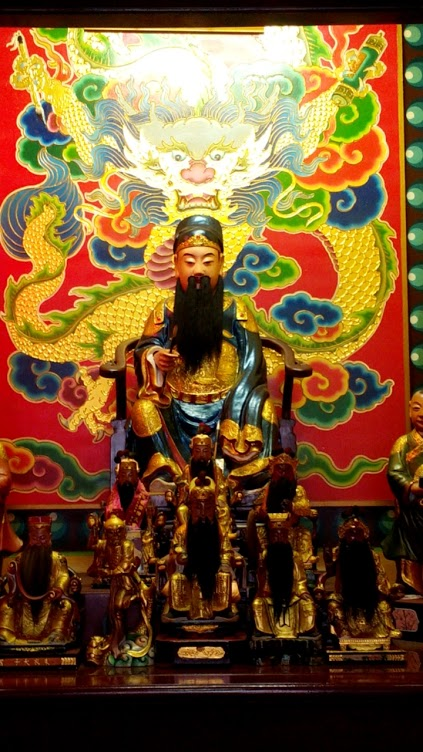
문창 타오 위안시, 대만의 이미지

문창제군(文昌帝君)은 문창성(文昌星)이 신격화된 것이다.
문창성은 북두칠성의 국자 머리 바깥쪽에 위치한 여섯 개의 별로 이루어진 별자리이다. 여기에는 인간의 운명을 관장하는 문창부(文昌府)라는 천제(天帝)의 관청이 있고, 문창제군은 천제로부터 문창부의 장관으로 임명되었다 한다. 그 전신(前身)은 황제(皇帝)의 아들로서 몇 번이나 태어나 인간계에 내려왔는데, 최후로 태어난 때에는 장악자(張惡子)란 이름을 한 사람이었다 한다. 또는 장악자는 진(晋)왕조에 봉직하다가 전사(戰死)한 사람이라고도 한다.
시초에는 인간의 행·불행을 관장하는 신으로서 신앙되었지만, 그 이름에 '문(文)'자가 있고 또한 과거를 보는 사람들에게 기서(奇瑞)를 나타냈다고 하는 전승(傳承)도 있어서 뒤에는 문(文)의 신으로 과거를 지망하는 사람들의 수신(守神)이 되었다. 옛 중국에서의 출세는 과거를 거쳐 관리가 되는 데에 있었기 때문에 무엇보다 문자(文字)를 알아야 하는 것이 필수조건으로 되었다. 이로써 곧 문자는 사람을 행복하게 만드는 영력(靈力)을 지닌 것이 되어 문자가 적힌 종이는 귀중한 것으로 취급되어 왔다. 이것을 석자지(惜字紙)라고 말하며, 이 신앙도 문창제군과 관계를 지어서 만약 문자가 적힌 종이를 소홀히 취급하면 곧 문창제군의 질책을 받는다고 믿었다. 문창제군은 또 문자에 관계 있는 인쇄업·서점·문방구 등의 직업에 종사하는 사람들의 '조사(祖師)', 즉 직업신으로도 불리었다. 이 신에 대한 신앙은 명대(明代) 이후 널리 일반에 유포된 <음즐문>이라는 <선서(善書)>가 이 신의 가르침이라는 점으로 해서 널리 일반인들로부터 신앙을 받을 수 있게 되었다.
명청교체기 서나라를 세운 장헌충이 문창제군을 태조(太祖) 고황제(高皇帝)로 추존하였다.

## 참고 문헌
- 이 문서에는 다음커뮤니케이션(현 카카오)에서 GFDL 또는 CC-SA 라이선스로 배포한 글로벌 세계대백과사전의 내용을 기초로 작성된 글이 포함되어 있습니다.